# Hazomalania voyronii
Hazomalania es un género monotípico de plantas con flor en la familia de las hernandiáceas. Su única especie: Hazomalania voyronii, es originaria de Madagascar.

## Taxonomía
Hazomalania voyronii fue descrito por (Jum.) Capuron  y publicado en Adansonia: recueil périodique d'observations botanique, n.s. 6: 377. 1966.
Sinonimia
- Hernandia voyronii Jum.	[3]